# Cyril Despres

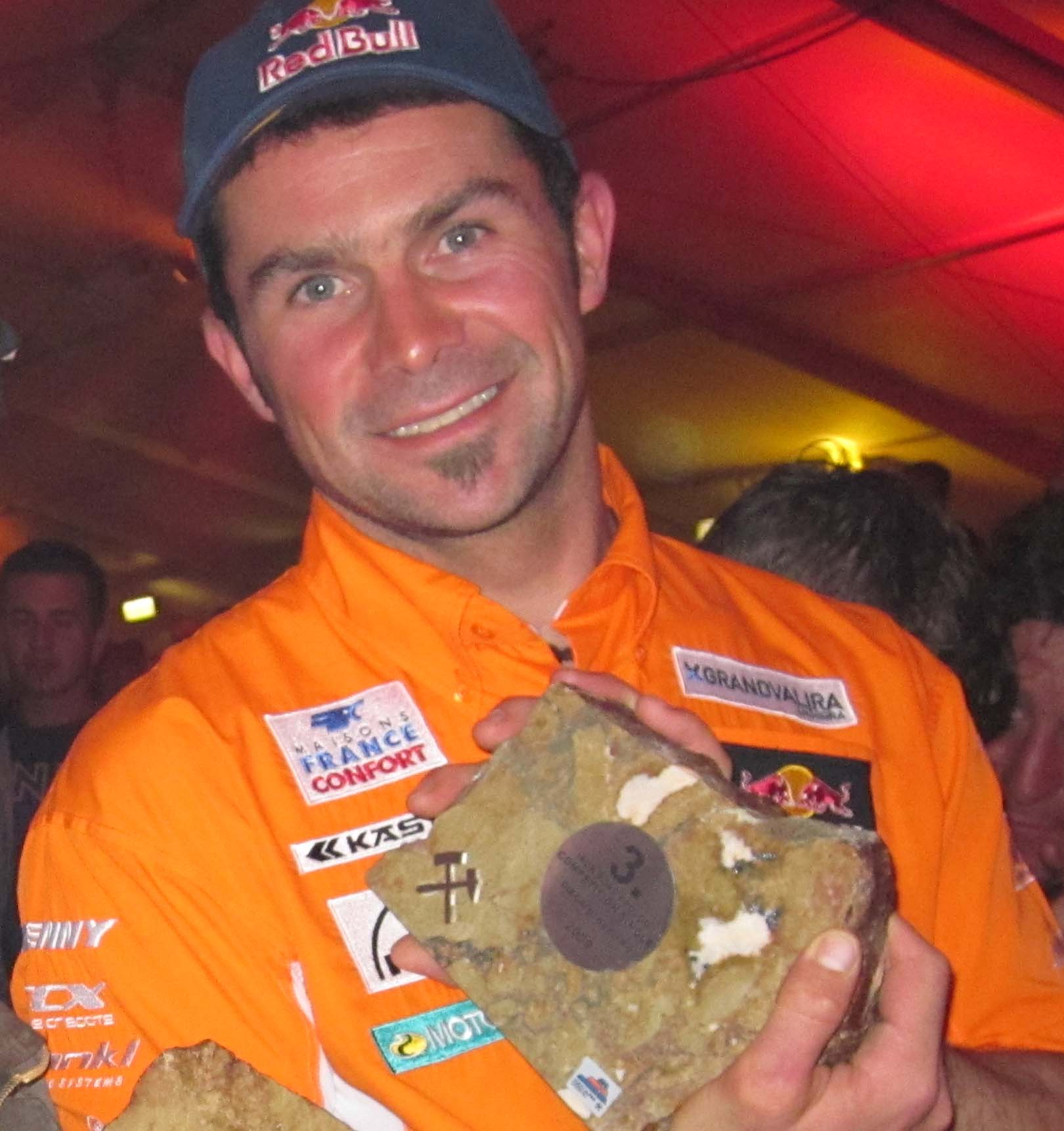
Cyril Despres beim ErzbergRodeo 2009

Cyril Despres (* 24. Januar 1974 in Fontainebleau, Frankreich) ist ein französischer Enduro- und Rallye-Raid-Fahrer.
Despres nahm 2000 an seiner ersten Rallye Dakar teil (in der Motorradwertung). Sein erster Etappensieg gelang ihm ein Jahr später. 2003 wurde er Zweiter und gewann den Marathonrallye-Worldcup. Im Jahr 2005 siegte er erstmals in der Gesamtwertung. Nachdem er 2006 von seinem KTM-Teamkollegen Marc Coma geschlagen wurde, konnte Despres seinen Erfolg 2007 wiederholen. Bei der Mitteleuropa-Rallye 2008 wurde er Fünfter. Bei der Rallye Dakar 2009 hatte er anfangs mit Reifenschäden zu kämpfen und verlor viel Zeit, sodass er am Ende der Rallye mit deutlichem Rückstand auf Coma nur Zweiter wurde.
Besonders kritisiert wurde Despres bei Rallye Dakar 2012. Sechs der ersten sieben Fahrer blieben in einem Schlammloch stecken. Der Portugiese Paulo Gonçalves half Despres sein Motorrad aus dem Schlamm zu ziehen, und Despres ließ Gonçalves als Dank dafür im Schlammloch. Nur Marc Coma konnte das Loch umfahren. Die Organisatoren änderten daraufhin die Streckenführung. Despres verlorene Zeit wurde gutgeschrieben. Comas verlorene Zeit wurde nicht gutgeschrieben. Gonçalves bekam sechs Stunden Strafe aufgebrummt, weil er angeblich Hilfe von Einheimischen erhalten hat.
2015 nahm Despres erstmals in der Autowertung an der Rallye Dakar teil. Mit seinem Copiloten Gilles Picard belegte er Platz 34 in der Gesamtwertung. 2016 fuhr er an der Seite von Copilot David Castera auf den siebten Gesamtrang.
Cyril Despres siegte auch bei vielen weiteren Marathonrallyes. Dazu zählen die Siege bei der UAE Desert Challenge, der Rallye Marokko, der Rallye Tunesien und der Rallye Por Las Pampas. Außerdem konnte er 2002 und 2003 das ErzbergRodeo in Österreich gewinnen. 2007 wurde er Dritter bei der Baja 1000.
Im Juli 2016 gewann Despres an der Seite seines Beifahrers David Castera die Autowertung der Silk Way Rally. 2017 wiederholten die beiden diesen Erfolg.

## Siege
| 2000 - Rallye Marokko 2001 - UAE Desert Challenge - Teamwertung Enduro-Weltmeisterschaft 2002 - ErzbergRodeo - Rallye Por Las Pampas - UAE Desert Challenge 2003 - 2. Platz Rallye Dakar, 3 Etappensiege - ErzbergRodeo - Rallye Marokko - UAE Desert Challenge - Marathonrallye-Worldcup - Sieger FIM Cross-Country Rallies World Championship 2004 - 3. Platz Rallye Dakar, 4 Etappensiege - Rallye Tunesien 2005 - Rallye Dakar, 2 Etappensiege - Rallye Tunesien - Rallye Transsibirien | 2006 - 2. Platz Rallye Dakar, 4 Etappensiege - Rallye Dos Sertoes 2007 - Rallye Dakar - 2. Platz Baja 500 - 3. Platz Baja 1000 2008 - 5. Platz Mitteleuropa-Rallye, 2 Etappensiege 2009 - 2. Platz Rallye Dakar, 4 Etappensiege - Sieger FIM Cross-Country Rallies World Championship 2010 - Rallye Dakar 2011 - 2. Platz Rallye Dakar 2012 - Rallye Dakar 2013 - Rallye Dakar 2016 - Gesamtsieg bei der Silk Way Rally (in der Autowertung) 2017 - Gesamtsieg bei der Silk Way Rally (in der Autowertung) |